# Temple d'Yverdon-les-Bains
Pour les articles homonymes, voir Église Saint-Martin.
Le temple d'Yverdon-les-Bains (parfois appelé temple Pestalozzi) est un temple protestant situé à Yverdon-les-Bains, en Suisse. La paroisse est membre de l'Église évangélique réformée du canton de Vaud.

## Histoire

### Chapelle catholique Notre-Dame
La première mention d’une chapelle urbaine Notre-Dame remonte à 1379, date où la Ville évoque des réparations sur sa toiture. Ce lieu de culte, progressivement développé, comprenait une nef, deux bas-côtés et un chœur polygonal étayé par des contreforts. D’importantes modifications y ont été apportées en 1508-1509 par les maîtres maçons Jean Chollet et Pierre Huguet qui y construisent en pierre jaune d’Hauterive non seulement un portail monumental à deux portes, trumeau et trois statues (disparu), mais une chapelle attenante, consacrée aux saints Roch et Sébastien. Cette chapelle, à deux croisées d’ogives, existait encore en 1740, formant une saillie à l’extérieur et à l’intérieur de l’église (cas rare dans notre région, mais que l’on trouve aussi à Boudevilliers). Elle a disparu lors de la reconstruction du XVIIIe siècle. Des culots sculptés de cette chapelle, dont l'un est orné des armes de la Ville, sont conservés au musée dYverdon.
En 1536, le chœur de l'église médiévale est démoli en suite de la conquête bernoise, qui impose la Réforme protestante en pays de Vaud. L'édifice sert dès lors de temple protestant et l'espace liturgique est réorganisé, avec la chaire et la table de communion côté sud. Les bancs sont disposés en amphithéâtre, conformément à un usage réformé. Par cette réorganisation, les autorités veulent clairement signifier que l'édifice n'est plus un sanctuaire consacré, mais un simple auditoire, affecté à la proclamation de la parole biblique en langue vernaculaire, ainsi que pour délivrer un enseignement.
De cette église il reste encore aujourd'hui l'essentiel du clocher médiéval du XIVe siècle, qui comprend en réemploi, à la base, dans ses maçonneries, des blocs de marbre d'époque romaine. La tour est rehaussée d'après des plans de l'architecte bernois Daniel Heintz der Ältere (de) entre 1608 et 1609, qui la relève d'un étage ajouré d'ouvertures ovales et qui reconstruit la flèche en tuf, sur le modèle de l'ancienne.
Sur un total de six cloches, cinq datent d'avant 1500. Elles constituent un ensemble campanaire médiéval unique en Europe,,.
Ce clocher avec ses six cloches est classé monument historique le 25 mai 1900, au même titre que l'intégralité de l'édifice par l'archéologue cantonal Albert Naef.

### Temple protestant baroque
Les bourgeois d'Yverdon décident de construire un temple neuf en lieu et place de l'église Notre-Dame au moment où la ville connaît un essor économique au XVIIIe siècle. Le Conseil de la Ville choisit l'architecte Genevois Jean-Michel Billon qui construit entre 1753 et 1757 un édifice imposant. Sa façade principale néo-classique donnant sur la place du château est monumentale, quant à son volume intérieur, il est ample et lumineux. Le temple est inscrit comme bien culturel suisse d'importance nationale. Il forme sur la place un ensemble baroque homogène, comprenant le logis de l'Aigle royal et l'hôtel de ville, tous trois construits au XVIIIe siècle. Sa façade est réalisée avec des pierres d'Hauterive, provenant du canton de Neuchâtel.

## Architecture

### Orgue

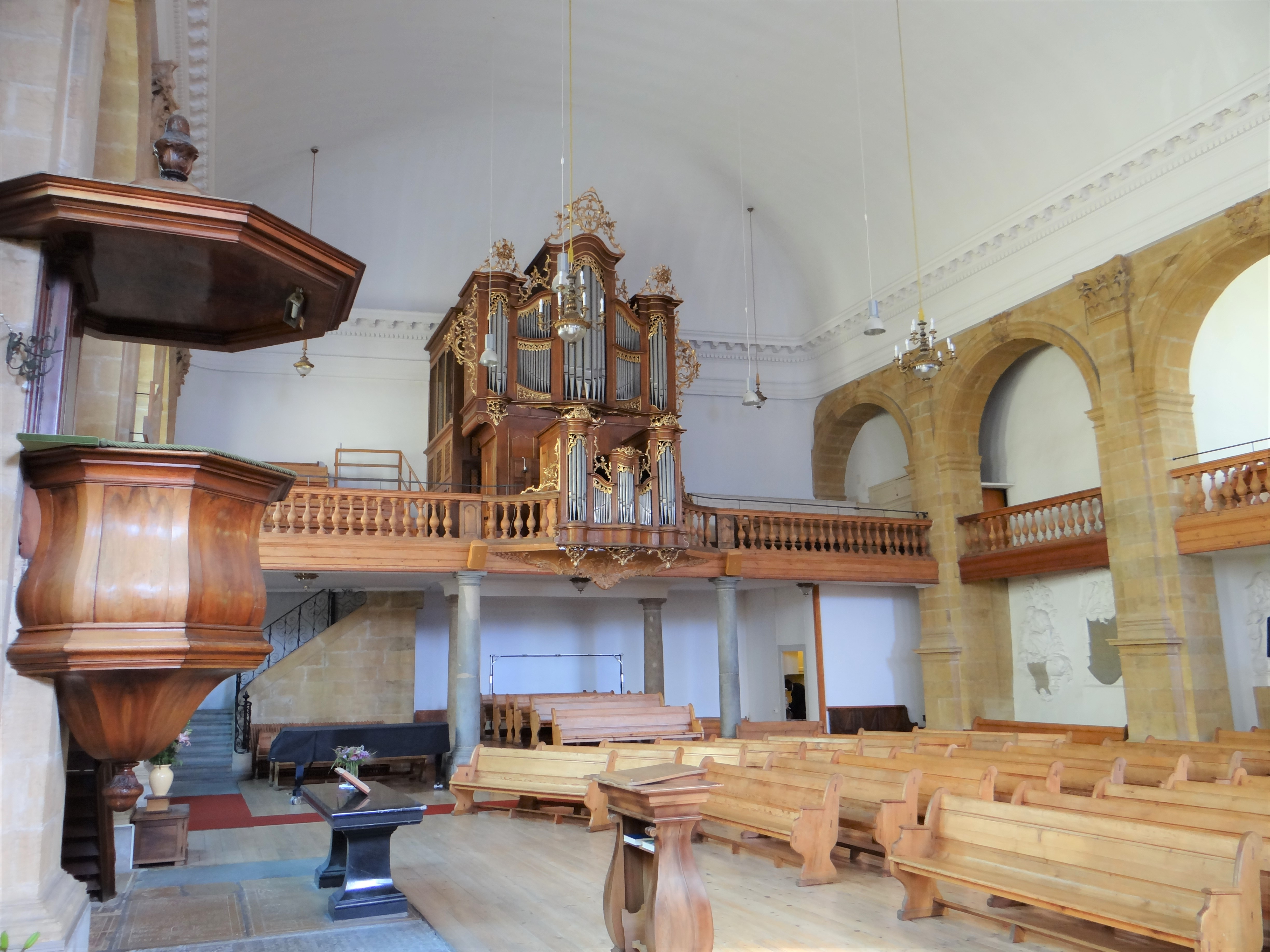
Espace intérieur du temple d'Yverdon-les-Bains.

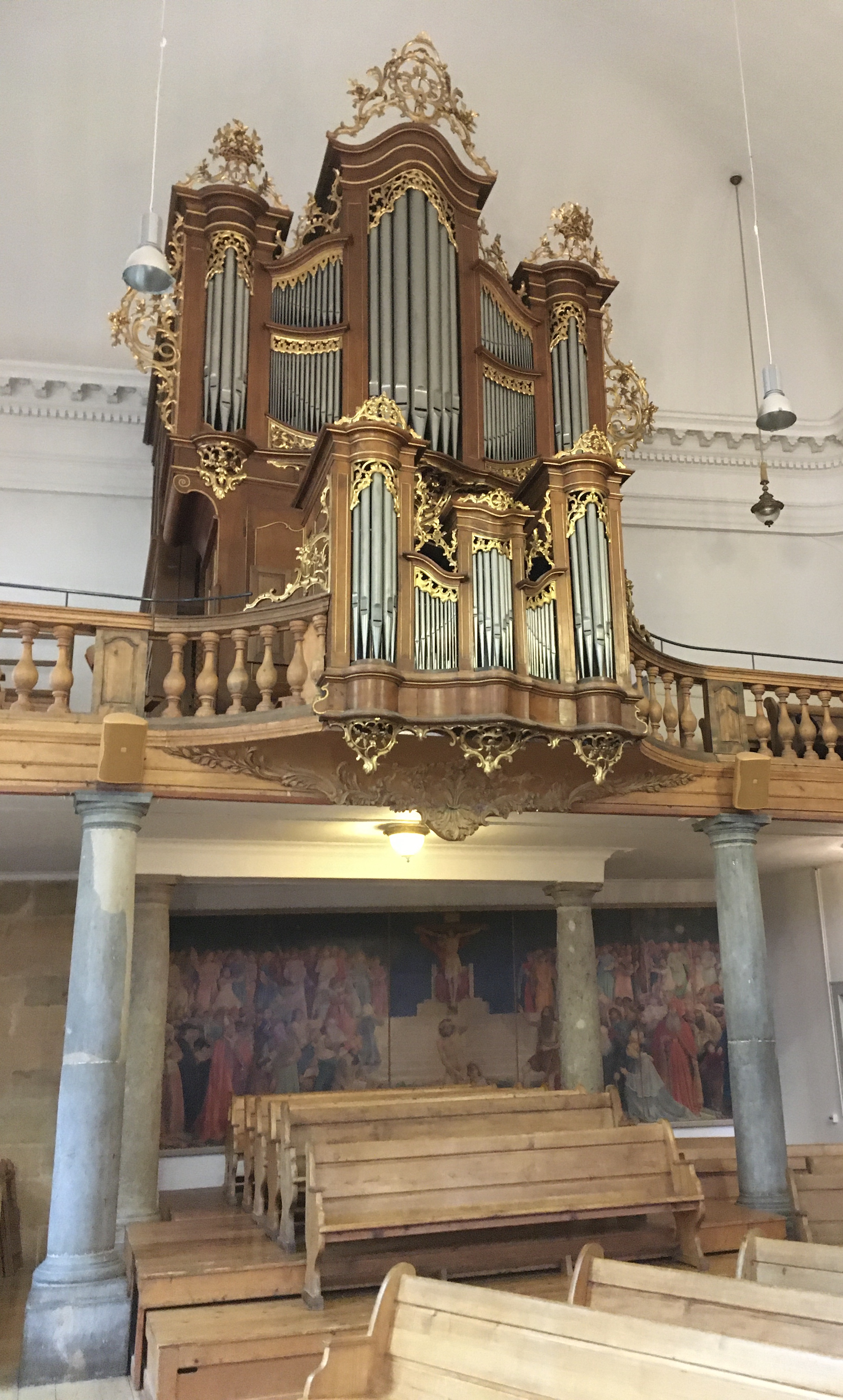
Orgue du temple d'Yverdon-les-Bains avec son buffet de J-A. Potier de 1767 et "Le mystère de la Rédemption" de Louis Rivier (1949-1951)

L'orgue du Temple d'Yverdon-les-Bains est construit en 1767 par le facteur itinérant Joseph-Adrien Potier, originaire de Lille. Ce facteur flamand a réalisé plusieurs instruments en Suisse alémanique ainsi qu'en Suisse romande à Moudon en 1764. Avec ses dix-neuf jeux, l'orgue du temple d'Yverdon-les-Bains est l'instrument le plus important connu que Potier ait jamais réalisé. Son buffet de style baroque du Sud de l'Allemagne est richement ornementé par des sculptures dorées à la feuille d'or.
En 1877 l'orgue subit une intervention mutilante par le facteur Jean Savoy d'Attalens, qui prive l'instrument de ses mixtures.
En 1927 la manufacture G§A.Tschanun de Genève construit un orgue post-symphonique de 45 jeux. Cet instrument à traction pneumatique réparti sur trois claviers et pédalier, conserve l'intégralité du matériel de J-A. Potier encore existant.
En 1980 un relevage important est réalisé par la Manufacture de Grandes Orgues de Genève qui remplace la traction pneumatique par une traction électro-pneumatique. L'orgue est néo-classicisé, notamment par l'ajout de mixtures neuves.
En 2007, la manufacture de St-Martin (Val de Ruz) réalise un important travail de restauration : l'orgue est gardé dans l'état post-symphonique de 1927, tout en conservant le matériel de Potier et quelques éléments néo-classiques de 1980, dont les mixtures. La traction électro-pneumatique est remplacée par une mécanique de type suspendue,.

### Tableau de Louis Rivier

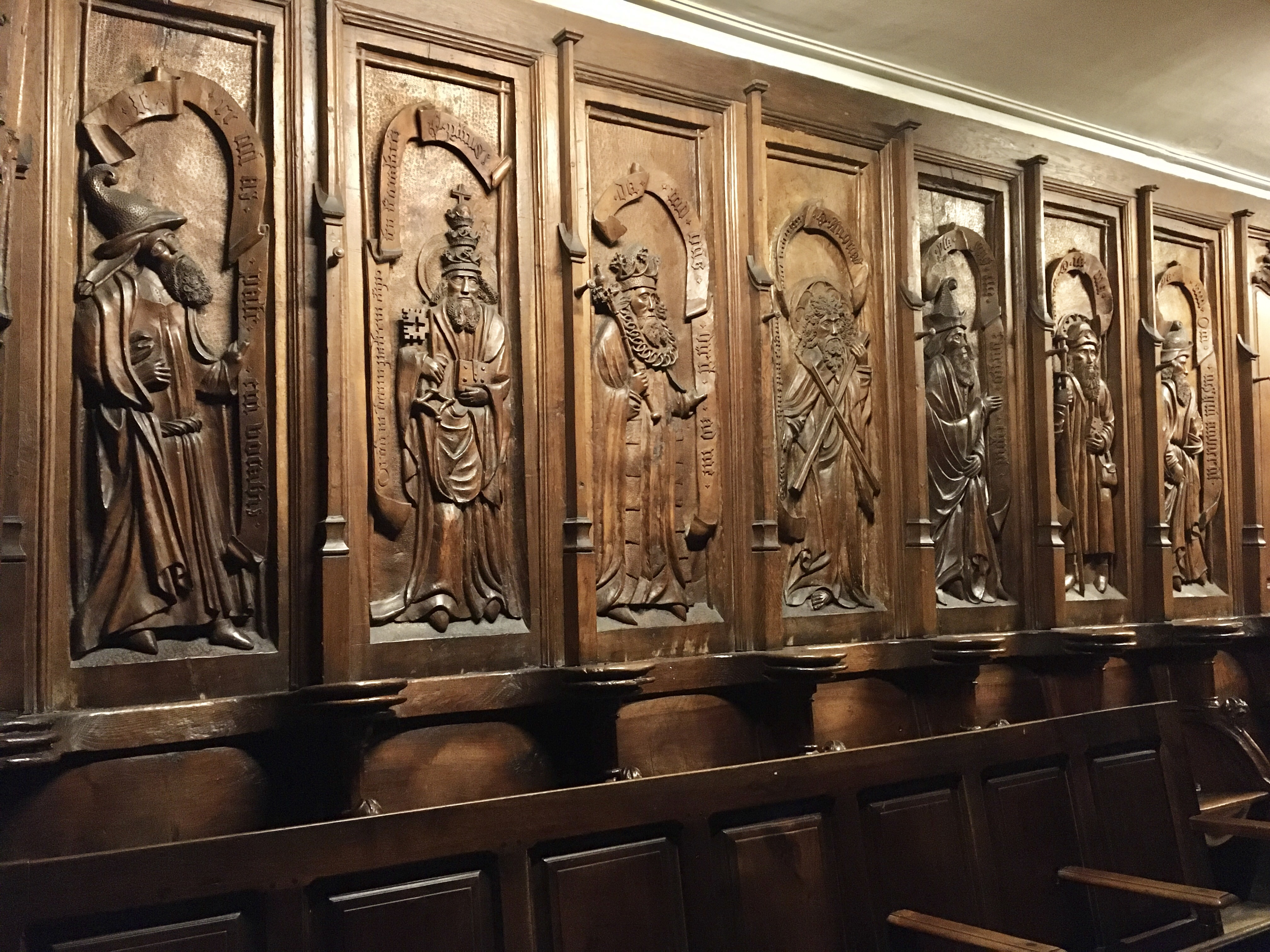
Les sept stalles du côté gauche.

Le Temple d'Yverdon-les-Bains (VD) accueille depuis 2019 un tableau du peintre vaudois Louis Rivier. « Le mystère de la Rédemption » (1949-1951), œuvre de plus de sept mètres de long, qui lui a été confié par le Fonds d’art visuel de la ville.
La composition de l’œuvre, constituée de cinq panneaux, est simple et symétrique : au centre, Jésus crucifié avec le Saint-Père tenant la croix, en dessous Adam et Ève. La partie droite accueille l'Ancien Testament et les prophètes, à gauche le Nouveau Testament, les évangélistes et les réformateurs. En hauteur, des centaines d'enfants musiciens chantent et jouent de la musique.

### Stalles

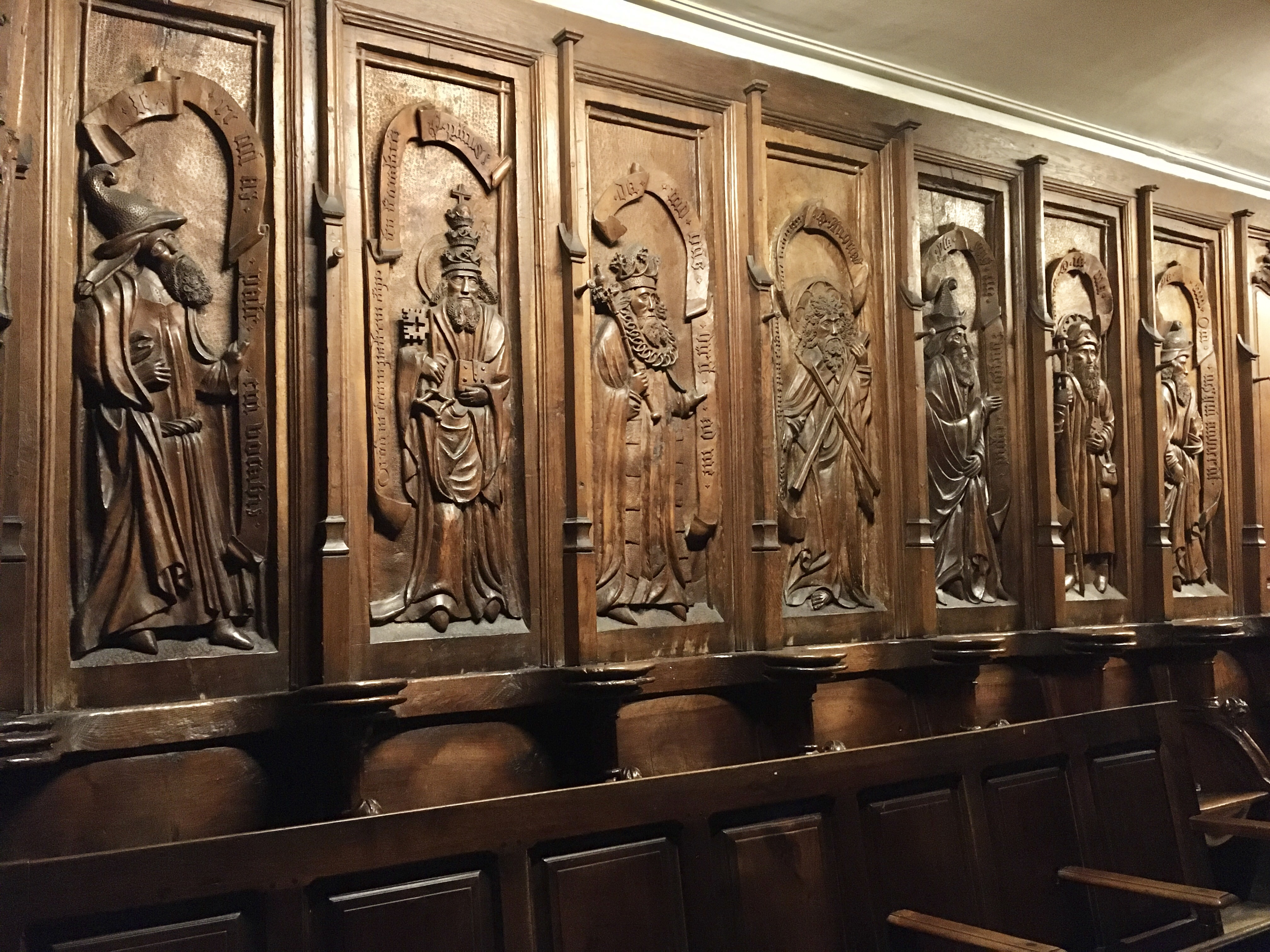
Les sept stalles du côté gauche.

Les stalles ont été conçues par Claude de Peney et construites par le menuisier lausannois Bon Bottelier entre 1422 et 1502.
Les 14 stalles actuellement présentes dans le temple sont le vestige d'un ensemble plus imposant de 24 stalles.
Les dorsaux sculptés en bas relief sont occupés alternativement par des prophètes de l'ancien testament et des apôtres du Nouveau Testament.
Les phylactères des prophètes contiennent chacun un verset prophétique issu de l'ancien testament. Tandis que les phylactères des apôtres contiennent l'incipit de l’un des 12 articles du symbole de Nicée-Constantinople.
Ces talles dites savoisiennes sont typiques de celles que l'on peut trouver en Suisse romande à Romont, Estavayer-le-Lac et Moudon.

### Cloches
- Cloche 1, note ré3, 1 660 kg, coulée en 1646 par Urs Scherer et Gabriel Murer à Soleure, dite « cloche du feu ». Elle sonne aujourd'hui tous les jours à midi.
- Cloche 2, note fa3, 920 kg, coulée en 1463 par Nicod Buaron de St Prex, et Jean Olivey de Bavois, dite « cloche du Conseil », sonne pour les élections.
- Cloche 3, note sol3, 490 kg, coulée en 1422 par Guillaume Chaufornier (ou Chauforner)[22] d'Orbe, dite « la pleureuse », son nom suggère qu'elle sonnait probablement le glas.
- Cloche 4, note la3, 420 kg, coulée en 1422 par Guillaume Chaufornier (ou Chauforner) d’Orbe.
- Cloche 5, note do4, 266 kg, coulée en 1491, par un fondeur inconnu.
- Cloche 6, note ré4, 210 kg, coulée en 1491, par un fondeur inconnu.

Cet ensemble campanaire médiéval est l’un des plus remarquables d’Europe, il a été classé monument historique le 25 mai 1900 par l'archéologue cantonal Albert Naef,,.